# Ray Bellm

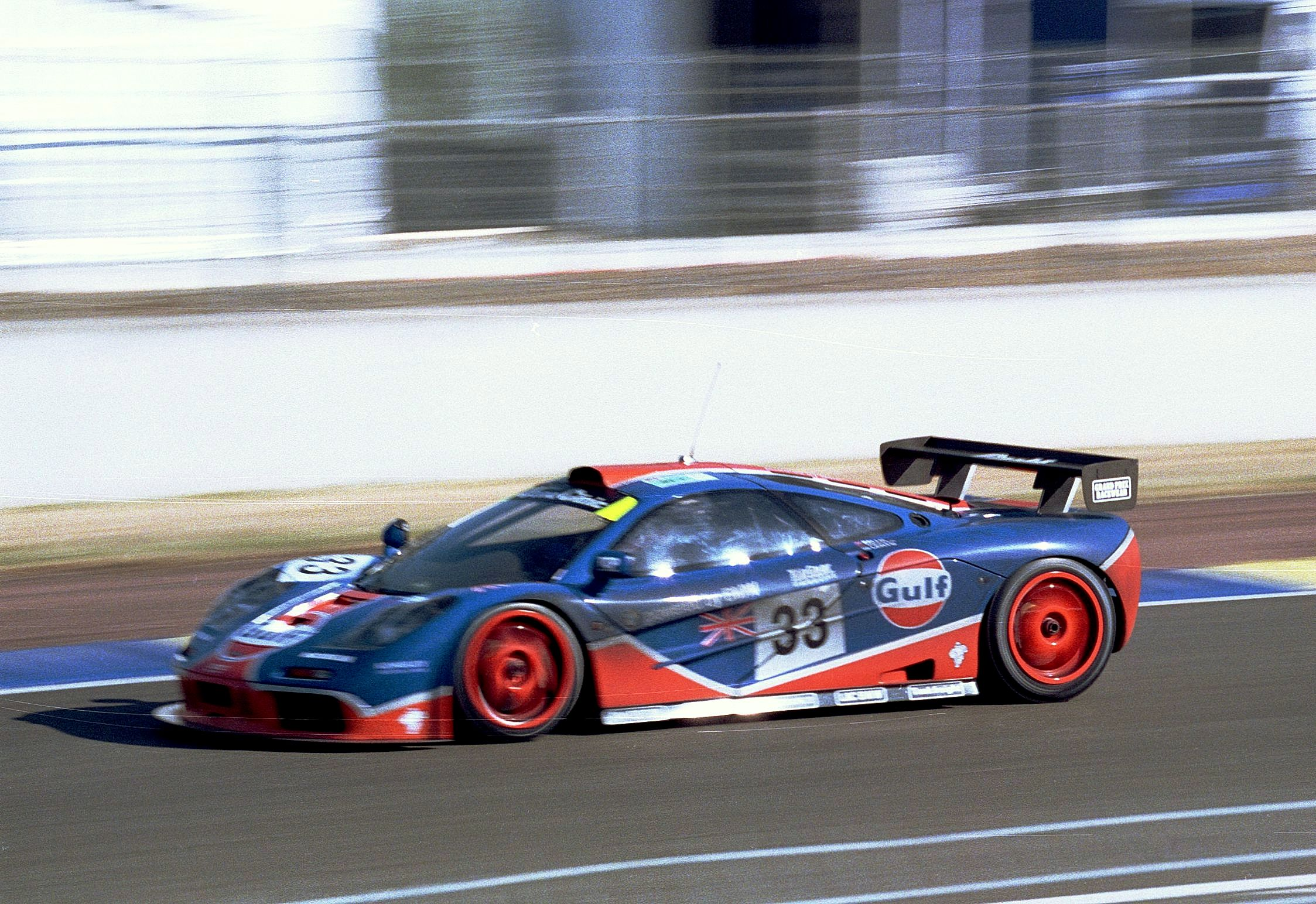
Der McLaren F1 GTR mit dem Ray Bellm beim 24-Stunden-Rennen von Le Mans 1996 am Start war

Raymond Anthony „Ray“ Bellm (* 20. Mai 1950 in New Malden) ist ein ehemaliger britischer Autorennfahrer.

## Karriere im Motorsport
Ray Bellm kam über den historischen zum professionellen Motorsport. Seine ersten Erfolge feierte er 1983 in der Thundersports Serie, wo er auf einem Chevron B36 die Rennen in Snetterton und Thruxton jeweils als Gesamtdritter beendete. 1984 begann die lange Zusammenarbeit mit Gordon Spice. Bellm war Gründungsmitglied von Spice Engineering und bestritt in den 1980er-Jahren Sportwagenrennen mit den Eigenkonstruktionen des Teams.
1985, 1986 und 1988 gewann er die Fahrerwertung der C2-Klasse der Sportwagen-Weltmeisterschaft. 1996 sicherte er sich gemeinsam mit James Weaver auf einem McLaren F1 GTR die Gesamtwertung der BPR Global GT Series. Ray Bellm war in seiner Karriere neunmal beim 24-Stunden-Rennen von Le Mans am Start; seine beste Platzierung im Schlussklassement war der vierte Rang 1995. Er war auch mehrere Jahre in der Britischen Tourenwagen-Meisterschaft engagiert, wo er 1991 auf einem BMW M3 Gesamtfünfter wurde.
Nach dem Ende seiner aktiven Karriere war 2005 und 2005 Vorsitzender des British Racing Drivers’ Club und betrieb viele Jahre in der Nähe der Rennstrecke von Silverstone ein Unternehmen das Bekleidung und weiteres Equipment für Rennfahrer verkaufte.

## Statistik

### Le-Mans-Ergebnisse
| Jahr | Team               | Fahrzeug                | Teamkollege     | Teamkollege          | Platzierung             | Ausfallgrund |
| ---- | ------------------ | ----------------------- | --------------- | -------------------- | ----------------------- | ------------ |
| 1984 | Spice Tiga Racing  | Tiga GC84               | Gordon Spice    | Neil Crang           | Ausfall                 | Motorschaden |
| 1985 | Spice Engineering  | Spice-Tiga GC85         | Gordon Spice    | Mark Galvin          | Rang 14                 |              |
| 1986 | Spice Engineering  | Spice SE86C             | Gordon Spice    | Jean-Michel Martin   | Rang 19                 |              |
| 1988 | Spice Engineering  | Spice SE88C             | Gordon Spice    | Pierre de Thoisy     | Rang 13 und Klassensieg |              |
| 1989 | Spice Engineering  | Spice SE89C             | Gordon Spice    | Lyn St. James        | Ausfall                 | Motorschaden |
| 1994 | Erik Henriksen     | Porsche 911 Carrera RSR | Harry Nuttall   | Charles Rickett      | Ausfall                 | Motorschaden |
| 1995 | GTC Gulf Racing    | McLaren F1 GTR          | Mark Blundell   | Maurizio Sandro Sala | Rang 4                  |              |
| 1996 | Gulf Racing        | McLaren F1 GTR          | James Weaver    | JJ Lehto             | Rang 9                  |              |
| 1997 | Gulf Team Davidoff | McLaren F1 GTR          | Masanori Sekiya | Andrew Gilbert-Scott | Ausfall                 | Wagenbrand   |

### Einzelergebnisse in der Sportwagen-Weltmeisterschaft
| Saison | Team              | Rennwagen       | 1   | 2   | 3   | 4   | 5   | 6   | 7   | 8   | 9   | 10  | 11  |
| ------ | ----------------- | --------------- | --- | --- | --- | --- | --- | --- | --- | --- | --- | --- | --- |
| 1984   | Spice Tiga Racing | Tiga GC84       | MON | SIL | LEM | NÜR | BRH | MOS | SPA | IMO | FUJ | KYA | SAN |
| 1984   | Spice Tiga Racing | Tiga GC84       |     | DNF | DNF | 13  | 10  |     | 9   | 10  |     |     |     |
| 1985   | Spice Engineering | Spice-Tiga GC85 | MUG | MON | SIL | LEM | HOK | MOS | SPA | BRH | FUJ | SEL |     |
| 1985   | Spice Engineering | Spice-Tiga GC85 | 7   | 7   | 11  | 14  | 9   | 5   | 9   | DNF |     |     |     |
| 1986   | Spice Engineering | Spice SE86C     | MON | SIL | LEM | NÜN | BRH | JER | NÜR | SPA | FUJ |     |     |
| 1986   | Spice Engineering | Spice SE86C     | 14  | 14  | 19  |     | 11  | 5   | 7   | 14  | 20  |     |     |
| 1987   | Spice Engineering | Spice SE87C     | JAR | JER | MON | SIL | LEM | NÜN | BRH | NÜR | SPA | FUJ |     |
| 1987   | Spice Engineering | Spice SE87C     |     |     | 8   |     |     |     |     |     |     |     |     |
| 1988   | Spice Engineering | Spice SE88C     | JER | JAR | MON | SIL | LEM | BRÜ | BRH | NÜR | SPA | FUJ | SAN |
| 1988   | Spice Engineering | Spice SE88C     | 7   | 7   | 8   | 8   | 13  | 7   | 4   | DNF | 6   | DNF | 5   |
| 1989   | Spice Engineering | Spice SE89C     | SUZ | DIJ | JAR | BRH | NÜR | DON | SPA | MEX |     |     |     |
| 1989   | Spice Engineering | Spice SE89C     | DNF | 14  | DNF | DNF |     |     | DNF | DNF |     |     |     |